# Чемпионат мира по фристайлу 1991
Чемпионат мира по фристайлу 1991 года — 3-й в истории чемпионат мира, прошедший в американском Лейк-Плэсиде со 11 по 17 февраля 1991 года. Были разыграны медали в четырёх дисциплинах — могуле, акробатике, лыжном балете и в комбинации. Всего было разыграно 8 комплектов наград.

## Результаты

### Мужские соревнования

#### Лыжный балет
12 февраля 1991
| Медаль | Спортсмен      | Страна |
| ------ | -------------- | ------ |
|        | Лейн Спина     | США    |
|        | Роберто Франко | Италия |
|        | Дейв Уолкер    | Канада |

#### Могул
14 февраля 1991
| Медаль | Спортсмен       | Страна    |
| ------ | --------------- | --------- |
|        | Эдгар Гроспирон | Франция   |
|        | Бернард Брандт  | Швейцария |
|        | Чак Мартин      | США       |

#### Акробатика
17 февраля 1991
| Медаль | Спортсмен    | Страна |
| ------ | ------------ | ------ |
|        | Филипп Ларош | Канада |
|        | Джон Росс    | Канада |
|        | Дэйв Валенти | США    |

#### Комбинация
17 февраля 1991
| Медаль | Спортсмен       | Страна  |
| ------ | --------------- | ------- |
|        | Сергей Щуплецов | СССР    |
|        | Джефф Виола     | Канада  |
|        | Юри Жильг       | Франция |

### Женские соревнования

#### Лыжный балет
11 февраля 1991
| Медаль | Спортсмен | Страна  |
| ------ | --------- | ------- |
|        | Элен Брин | США     |
|        | Ян Буше   | США     |
|        | Кати Фешо | Франция |

#### Могул
13 февраля 1991
| Медаль | Спортсмен            | Страна   |
| ------ | -------------------- | -------- |
|        | Донна Уайнбрехт      | США      |
|        | Татьяна Миттермайер  | Германия |
|        | Биргит Штайн-Кепплер | Германия |

#### Акробатика
16 февраля 1991
| Медаль | Спортсмен          | Страна   |
| ------ | ------------------ | -------- |
|        | Василиса Семенчук  | СССР     |
|        | Эльфи Симхен       | Германия |
|        | Лиселотте Юханссон | Швеция   |

#### Комбинация
16 февраля 1991
| Медаль | Спортсмен      | Страна    |
| ------ | -------------- | --------- |
|        | Майя Шмид      | США       |
|        | Конни Кисслинг | Швейцария |
|        | Кристин Портер | США       |

## Медальный зачёт
| Место | Страна    |   |   |   | Всего |
| ----- | --------- | - | - | - | ----- |
| 1.    | США       | 3 | 1 | 3 | 7     |
| 2.    | СССР      | 2 | 0 | 0 | 2     |
| 3.    | Канада    | 1 | 2 | 1 | 4     |
| 4.    | Швейцария | 1 | 2 | 0 | 3     |
| 5.    | Франция   | 1 | 0 | 2 | 3     |
| 6.    | Германия  | 0 | 2 | 1 | 3     |
| 7.    | Италия    | 0 | 1 | 0 | 1     |
| 8.    | Швеция    | 0 | 0 | 1 | 1     |